# Flammafallet
Flammafallet är ett vattenfall i Krokån. Fallet är beläget norr om Knäred i Laholms kommun i Hallands län.
Vid fallet har det funnits en skvaltkvarn.